# 羽林
羽林，又称羽林军、羽林骑，是中国古代君王禁卫军的一种，始建于西汉，一直延续到明朝，主要负责贴身护卫君王等。

## 简介
汉武帝于太初元年（前104年）设置建章营骑，后来更名为羽林骑，开始时主要是汉武帝为了便于自己骑马出猎，从汉阳、陇西、安定、北地、上郡、西河等六郡选拔良家子弟。羽林主要负责护送保卫，当时地位次于设立更早的期门（西汉末年改名虎贲）。
汉宣帝设羽林中郎将，与骑都尉共监羽林骑，秩比二千石。东汉下设羽林左监、羽林右监（六百石）及羽林郎（比三百石）。
同时汉朝又收因战事阵亡将士的后代入羽林，教授他们各项军事技能，称羽林孤儿。羽林也由此成为一种延续军事传统与家族荣誉的象征，地位得到进一步提高和认可，成为很多后世君王效仿的榜样。其中诸如唐初的左右羽林军，首领北衙禁军，也是高宗、则天等朝的重要军事力量。直至明朝仍有羽林卫，羽林也成为中国历史上持续时间最长、最为知名的军队名称之一。